# 2048
|  | Aquest article tracta sobre l'any. Vegeu-ne altres significats a «2048 (videojoc)». |

L'any 2048 serà un any de traspàs que començarà en dimecres en el calendari gregorià.

## Esdeveniments previstos

### Gener
- 1 de gener: Es produirà un eclipsi lunar total.[1]
- 14 de gener: Tocarà revisar el Protocol sobre el Medi Ambient del Tractat Antàrtic.[2]

### Febrer
- 29 de febrer: Hi haurà lluna plena en un dia intercalar per primera vegada des del 1972.[3]

### Juny
- 26 de juny: Es produirà un eclipsi lunar parcial.[1]

## Naixements
Països Catalans
Resta del món

## Necrològiques
Països Catalans
Resta del món